# Isildur
Isildur je lik iz Tolkienove izmišljene mitologije. Elendilov je stariji sin i Anárionov brat. Spominje se u Gospodaru prstenova, a pojavljuje u Silmarillionu i Nedovršenim pripovijestima.
Isildur je bio Elendilov stariji sin koji je bio vođa preživjelih koji su izbjegli propast otoka Numenora, ujedno je osnivač kraljevstava u progonstvu: Gondora i Arnora. 
Vrativši se iz uništenog Numenora Sauron ponovno dolazi u Mordor i priprema rat protiv izbjeglica s Numenora.
U tom ratu sklopljen je Posljednji savez vilenjaka i ljudi u kojemu su poginuli vilenjak Gil-galad, Elendil, Elendilov sin Anarion, a Isildur je krhotinama očevog mača Narsila odsjekao Prsten sa Sauronove ruke i uzeo ga za sebe. Tako je Sauron na neko vrijeme bio poražen čime je završilo Drugo doba Međuzemlja. Nakon rata Isildur sadi mladicu Bijelog stabla u Minas Ithilu, Kuli izlazećeg mjeseca, koji je u to vrijeme bio istočna predstraža glavnoga grada Osgiliath. Podigli su još mnoge znamenite građevine od kojih su poznatije Argonath, veliki kipovi Isildura i Anariona isklesani nepoznatim umijećem u stijeni na obje strane rijeke i središnja kula Isengarda, toranj Orthanc. Odlazi preuzeti sjeverno kraljevstvo Arnor kojim je vladao njegov otac Elendil, a južno, Gondor povjerava sinu svog poginulog brata Anariona.

## Treće doba
Na Gladdenskim poljima Isildur pada u neprijateljsku stupicu te pogiba sa svoja tri sina. Njegov sluga Ohtar odnosi krhotine Narsila u Rivendell, a Prsten pada na dno rijeke Anduina, Velike rijeke, kasnije ga nalazi Sturov Déagol, Smeagollov rođak.